# ماگدالنا لامپارسکا
ماگدالنا لامپارسکا (لهستانی: Magdalena Lamparska؛ زادهٔ ۶ ژانویهٔ ۱۹۸۸) بازیگر اهل لهستان است.
از فیلم‌ها یا برنامه‌های تلویزیونی که وی در آن نقش داشته‌است، می‌توان به نامه به بابا نوئل ۲، عشق بزرگ، فردا به سینما می‌رویم، الان وقتش نیست، ۳۹ و نیم، قانون حقیقی، هتل ۵۲، خدایان، صفر و ۳۶۵ روز اشاره کرد.